# Мазохістичний розлад особистості
Мазохістичний розлад особистості (також відомий як «самопоразний/самопошкодний/самозашкодний розлад особистості») — був запропонованим типом розладу особистості. Як дескриптор для інших/супутніх розладів особистості він згадувався у «DSM-III» 1980 року. Він обговорювався у додатку до переглянутого третього видання Діагностичного і статистичного посібника з психічних розладів («DSM-III-R») у 1987 році, але ніколи так і не був офіційно допущений до посібника. Через його значне збігання з іншими розладами особистості (емоційно нестабільний, тривожним і залежним) конкретно ця варіація не вважалася клінічно цінним типом класифікації. Він був повністю виключений з DSM-IV. Починаючи з DSM-5, діагнози «інший уточнений розлад особистості та неуточнений розлад особистості» в основному замінили його використання.

## Діагностування

### Пропозиція для розгляду у «DSM III-R»
«Самопоразний розлад особистості» складається з наступних трьох факторів і їх підтипів:
A) Поширена модель поведінки, яка приводить до самопошкодження, починається в ранньому дорослому віці та присутня в різноманітних контекстах. Людина часто може уникати приємних переживань або підривати їх, бути притягненою до ситуацій або стосунків, у яких вона страждатиме, і перешкоджати іншим допомагати їй, на що вказує щонайменше п'ять з наступних пунктів, у яких особа:
1. вибирає людей і ситуації, які призводять до розчарування, невдачі або поганого поводження, навіть якщо є кращі варіанти;
2. відкидає або робить неефективними спроби інших допомогти їм;
3. після позитивних особистих подій (наприклад, нових досягнень), реагує депресією, почуттям провини або поведінкою, яка викликає біль (наприклад, нещасний випадок);
4. спонукає до гнівних або неприйнятних реакцій інших, а потім відчуває себе скривдженим, переможеним або приниженим (наприклад, висміює чоловіка/дружину публічно, провокуючи гнівну репліку, а потім почувається спустошеним);
5. відкидає можливості отримати задоволення або не бажає визнати, що отримує задоволення (попри відповідні соціальні навички та здатність до задоволення);
6. не виконує завдань, важливих для їхніх особистих цілей, попри те, що вона продемонструвала здатність це робити (наприклад, допомагає однокурсникам писати роботи, але не може написати власні);
7. не цікавиться або відкидає людей, які постійно до них добре ставляться;
8. бере участь у надмірній самопожертві, яка не вимагається тими, хто має намір принести жертву;
9. Людина часто може уникати приємних переживань або підривати їх […] [і] відкидає можливості отримати задоволення або не бажає визнати, що отримує задоволення.

Б) Поведінка в А не відбувається виключно у відповідь або в очікуванні фізичного, сексуального чи психологічного насильства.
В) Поведінка в А не виникає лише тоді, коли людина перебуває в депресії.

### Виключення у «DSM-IV»
Історично мазохізм асоціювався з жіночою покірністю. Цей розлад став політично суперечливим, коли його пов'язували з домашнім насильством, яке вважалося здебільшого спричиненим чоловіками. Багато досліджень постійно показують, що розлад є поширеним. Попри те, що його виключили з «DSM-IV» у 1994 році, він продовжує користуватися широкою популярністю серед клініцистів як конструкт, який пояснює дуже багато аспектів людської поведінки.
Сексуальний мазохізм, який «викликає клінічно значущий дистрес або порушення в соціальній, професійній або інших важливих сферах функціонування», все ще входить до «DSM-IV».

### Підтипи Мійона
Теодор Мійон запропонував чотири підтипи особи-мазохіста. Будь-який окремий мазохіст не може відповідати жодному, одному або більше з наступних підтипів:
| Підтип                 | Опис                          | Особистісні риси |
| ---------------------- | ----------------------------- | --- |
| Доброчесний мазохіст   | Включаючи театральні риси     | Гордо безкорисливий, самовідданий і саможертовний; самоаскетичний; важкі тягарі вважає благородністю, праведністю та святістю; інші повинні визнавати йому лояльність і вірність; очікує схваленість та вдячність за його альтруїзм та терпіння. |
| Властивий мазохіст     | Включаючи негативістські риси | Зачаровує і захоплює в пастку, стаючи ревнивим, надмірно опікунським і незамінним; захоплює в пастку, бере під контроль, завойовує, поневолює та домінує над іншими, будучи жертовним до провини; контроль обов'язковою залежністю.              |
| Самознищенний мазохіст | Включаючи тривожні риси       | «Зруйнований успіхом»; переживає «перемогу через поразку»; задоволення від особистих нещасть, невдач, принижень, випробувань; уникає корисні інтереси; обирає бути жертвою, зруйнованим, зганьбленим.                                            |
| Пригноблений мазохіст  | Включаючи деперсивні риси     | Переживає справжнє нещастя, відчай, труднощі, страждання, муки, хвороби; образи, які використовуються для створення почуття провини в інших; образи, що виливаються через звільнення від відповідальності та навантаження на «гнобителів».       |